# Cautiva
Cautiva é uma telenovela mexicana, produzida pela Televisa e exibida em 1986 pelo El Canal de las Estrellas.

## Sinopse
Javier e Amanda Arellano são um casal exemplar que moram em Monterrey com suas duas filhas, Patricia e Diana. Ou pelo menos, eles parecem ser exemplares, porque na realidade o casamento está quebrado. Eles ficaram separados há muito tempo, e Javier só procura aventuras com outras mulheres, enquanto Amanda tolera a situação por medo de prejudicar suas filhas. Enquanto Patricia é um jovem perto estudioso e correto para sua mãe, sua irmã Diana é rebelde e mimada, gasta todo o seu tempo descansando e elaboração de mal com a amiga Marcela (Andrea Ferrari) e sentindo adoração extrema para seu pai. A amizade com sua amiga Marcela acabou quando descobriu que Diana matou o pai de Marcela.
Javier orgulha-se de Diana, porque seu caráter e determinação são um reflexo para ele, na ausência de um filho que sempre quis, mas que Amanda nunca poderia dar. A submissa Amanda só procura a reconciliação com o marido por causa do amor que ela sempre teve. No entanto, quando ela descobre que a amante de seu marido é seu secretário Graciela, ela sofre um colapso nervoso, o que se preocupar muito Patricia e Aurelia, seu servo fiel que sempre acompanhou.

## Elenco
- Julio Alemán - Javier Arellano
- Lucy Gallardo - Amanda Arellano
- Otto Sirgo - Daniel
- Magda Guzmán - Aurelia
- Claudia Córdova - Diana Arellano
- Cecilia Toussaint - Patricia Arellano
- Andrea Ferrari - Marcela
- Silvia Manríquez - Graciela
- Julio Monterde - Andrés
- Sara Guasch - Elvira
- Magda Guzmán - Aurelia
- Eduardo Palomo - Enrique
- Miguel Ángel Ferriz - Gilberto
- Miguel Macía - Jacinto
- Luis Couturier - Marcelo
- Lucero Lander - Mariana
- Ernesto Laguardia - Sergio
- Rocío Yaber - Alicia
- Alejandra Peniche - Gloria
- Eduardo Liñán - Roldán
- Mónica Prado - Sonia
- Pablo Salvatella - Aguilar
- Benjamín Islas - Hernán
- Bárbara Córcega - Carmen
- Blanca Torres - Esperanza
- Antonio Ruiz - Pepe Toño
- Humberto Herrán - Bermeo
- Guillermo Zarur - Rodrigo
- Miguel Gutiérrez - Manuel
- Claudia Ramírez - Gabriela
- Tere Cornejo - Raquel
- Juan Carlos Barreto - Alfonso

## Prêmios e Indicações

### Prêmio TVyNovelas 1987
| Categoría            | Indicado     | Resultado |
| -------------------- | ------------ | --------- |
| Melhor primeiro ator | Julio Alemán | Nomeado   |